# Fearless (album Niny Hagen)
Fearless / Angstlos – czwarty album punk rockowej piosenkarki Niny Hagen wydany w dwóch wersjach: anglojęzycznej Fearless i niemieckojęzycznej Angstlos.

## Lista utworów

### Fearless
1. "New York, New York" (5:16)
2. "My Sensation" (4:04)
3. "Flying Saucers" (3:11)
4. "I Love Paul" (3:50)
5. "The Change" (4:40)
6. "Silent Love" (4:07)
7. "What it Is" (4:18)
8. "T.V. Snooze" (3:58)
9. "Springtime in Paris" (3:35)
10. "Zarah" (4:38)

### Angstlos
1. "New York / N.Y." 4:59
2. "Was Es Ist" 4:19
3. "Lorelei"  2:35
4. "Zarah" 5:02
5. "Frühling In Paris" 3:35
6. "I Love Paul" 3:50
7. "My Sensation" 4:03
8. "News Flash" 3:58
9. "The Change" 4:40